# Креєшть (Нямц)
Креєшть, Креєшті (рум. Crăiești) — село у повіті Нямц у Румунії. Входить до складу комуни Бозієнь.
Село розташоване на відстані 281 км на північ від Бухареста, 61 км на схід від П'ятра-Нямца, 46 км на південний захід від Ясс.

## Населення
За даними перепису населення 2002 року у селі проживали 422 особи, з них 421 особа (99,8%) румунів. Рідною мовою 421 особа (99,8%) назвала румунську.